# Letnița, Loveci
Letnița (în bulgară Летница) este un oraș în Obștina Letnița, Regiunea Loveci, Bulgaria. Este reședința obștinei omonime.

## Demografie
Componența etnică a orașului Letnița
     Bulgari (75,12%)
     Turci (1,2%)
     Romi (4,16%)
     Nicio identificare (13,65%)
     Altele (5,85%)
La recensământul din 2011, populația orașului Letnița era de 2.665 locuitori. Din punct de vedere etnic, majoritatea locuitorilor (75,12%) erau bulgari, existând și minorități de romi (4,16%) și turci (1,2%). Pentru 13,65% din locuitori nu este cunoscută apartenența etnică.